# Duitse militaire begraafplaats in Holsthum
De Duitse militaire begraafplaats in Holsthum is een militaire begraafplaats in de Duitse deelstaat Rijnland-Palts. Op de begraafplaats liggen omgekomen Duitse militairen uit de Tweede Wereldoorlog.

## Begraafplaats
Op de begraafplaats rusten 223 Duitse militairen. De meeste slachtoffers kwamen in de laatste fase van de Tweede Wereldoorlog om het leven. Het gebied rond Holsthum lag enige tijd in de frontlinie.